# Brookton Highway
Der Brookton Highway ist eine Fernstraße im Südosten des australischen Bundesstaates Western Australia. Er verbindet den Albany Highway in Kelmscott, einem südöstlichen Vorort von Perth mit dem South Coast Highway bei Raventhorpe. Der Highway ist durchgehend als zweispurige Straße ausgebaut und trägt die Bezeichnung Staatsstraße 40 (S40).

## Verlauf
Der Highway beginnt im Kelmscott am südöstlichen Stadtrand von Perth. Dort zweigt er vom Albany Highway (S30) nach Ost-Südosten ab. Durch Westdale führt er nach Brookton, wo er den Great Southern Highway (S120) kreuzt. Von dort zieht der Brookton Highway weiter nach Osten, quert den Avon River und erreicht die Stadt Corrigin, mit ca. 900 Einwohnern die größte Ansiedlung an dieser Straße.
Über Kondinin und Hyden setzt er seinen Weg nach Osten fort, um dann kurz vor Erreichen des Salzsees Lake Carmody nach Südosten abzubiegen. Entlang einer Reihe weiterer, kleiner Salzseen führt die Straße nach Südosten und erreicht bei Ravensthorpe den South Coast Highway (R1).

## Landesnatur
Bei Kelmscott führt der Highway durch dichten Jarrah-Wald auf der Darling Scarp, aber weiter östlich wird die Landschaft bald flach und uninteressant. Die Straße zieht durch Farmland, auf dem vornehmlich Weizen angebaut wird. Zwischen Hyden und Ravensthorpe wird die Landschaft unfruchtbarer und die Felder machen Salzseen Platz.

## Bedeutung und Straßenzustand
Der Ostteil der Route ist bisweilen relativ schmal, was für die Touristenströme zum Wave Rock ein gewisses Problem darstellt. Die Staatsregierung lässt die Straße in diesem Bereich schrittweise verbreitern.
Der Highway ist Teil einer Route, die Perth mit der südlichen Küstenstadt Esperance verbindet, und daher als Straßenverbindung für den Schwerverkehr und Touristen von besonderer Bedeutung. Der größte Teil der Straße ist mit Lastzügen bis 36,5 m Länge zu befahren, wie sie üblicherweise für den Transport von Getreide und Schlachtvieh eingesetzt werden. Urlaubsreiseverkehr, insbesondere zum Wave Rock bei Hyden, ist im Westteil der Strecke ebenfalls von Bedeutung.

## Waldbrand 2011
Der zerstörerische Waldbrand im Kelmscott und Roleystone, der 71 Häuser zerstörte und 39 weitere beschädigte, ließ auch die Buckingham Bridge am 6. Februar 2011 einen Raub der Flammen werden. Diese Holzbrücke war 1935 entstanden. Eine provisorische Brücke über den Canning River wurde am 4. März 2011 für den Verkehr freigegeben. Sie ist aus 400 to. Felsgestein, 250 to. gebrochenen Kalkstein und 4.500 to. Füllmaterial entstanden und ist für Personen- und Lieferwagen ausreichend. Lediglich der Schwerverkehr muss über die Welshpool Road umgeleitet werden. Dieser Teil des Highways wird von 4.000 Fahrzeugen pro Tag befahren.